# Истратов, Пётр Захарович
Пётр Захарович Истратов (11 июня 1907 года, д. Красное, Семлевская волость, Вяземский уезд, Смоленская губерния, Российская империя
— 20 июня 1976 года, Владимир, РСФСР) — советский военнослужащий, заместитель командира 167-го гвардейского лёгкого артиллерийского полка по политической части 3-й гвардейской лёгкой артиллерийской бригады 1-й гвардейской артиллерийской дивизии прорыва 60-й армии Центрального фронта, гвардии майор. Герой Советского Союза (1943).

## Биография
Родился 11 (24) июня 1907 года в деревне Красное в семье крестьянина. Русский. Член ВКП(б)/КПСС с 1931 года. Окончил среднюю школу. В 1929—1933 годах проходил срочную службу в Красной Армии, окончил школу младших командиров.
После демобилизации учился в совпартшколе, по окончании возглавил фабрично-заводской комитет швейной фабрики в городе Калинине (ныне Тверь).
С началом Великой Отечественной войны в июне 1941 года вновь призван в армию. В должностях секретаря партийного бюро, комиссара и командира истребительно-противотанкового артиллерийского полка Истратов сражался на Северо-Западном, Калининском, Юго-Западном, Донском, Центральном и 1-м Украинском фронтах. Майор Истратов отличился в боях летом-осенью 1943 года под Курском, при форсировании реки Десны и, особенно, Днепра.
В июле 1943 года полк, в котором он служил, стоял на направлении главного удара немецко-фашистских войск у села Самодуровка западнее станции Поныри. Ожесточённые бои не затихали ни на минуту. И везде, где было особенно трудно, бойцы видели майора Истратова, слышали его ободряющий голос. Особенно сильный натиск в этом районе гитлеровцы предприняли 8 июля 1943 года. В неравном бою 7-я и 4-я батареи полка геройски сражаясь полностью погибли. Остальные понесли большие потери, но не пропустили врага. У одного из орудий уцелел только заряжающий, тогда майор Истратов лично встал за панораму. Несколькими выстрелами он подбил фашистский танк и бронемашину.
2 октября 1943 года при форсировании Днепра в районе села Домантово (Чернобыльский район Киевской области) гвардии майор Истратов умело мобилизовал личный состав на выполнение боевых задач. С несколькими бойцами он переправился через реку, установил телефонную связь с батареями и стал корректировать огонь. Под прикрытием их огня стрелковые подразделения и дивизионы полка стали форсировать Днепр. В боях за расширение плацдарма орудия двигались в боевых порядках пехоты. В передовых рядах находился и гвардии майор Истратов.
Во время боя у деревни Губин вражеские автоматчики, пользуясь отсутствием пехотного прикрытия, подбирались к орудиям и обстреливали расчёты. Истратов собрал взводы управления и повёл их в атаку. Отбросив противника, он организовал прикрытие батарей и снова вернулся на огневые позиции.
Указом Президиума Верховного Совета СССР от 17 октября 1943 года за образцовое выполнение заданий командования и проявленные мужество и героизм в боях при форсировании Днепра гвардии майору Истратову Петру Захаровичу присвоено звание Героя Советского Союза с вручением ордена Ленина и медали «Золотая Звезда» (№ 2653).
После войны продолжал службу в армии. В 1950 году окончил Высшие курсы переподготовки политсостава. Был начальником политотдела дивизии. С 1958 года полковник С. З. Истратов — в запасе.

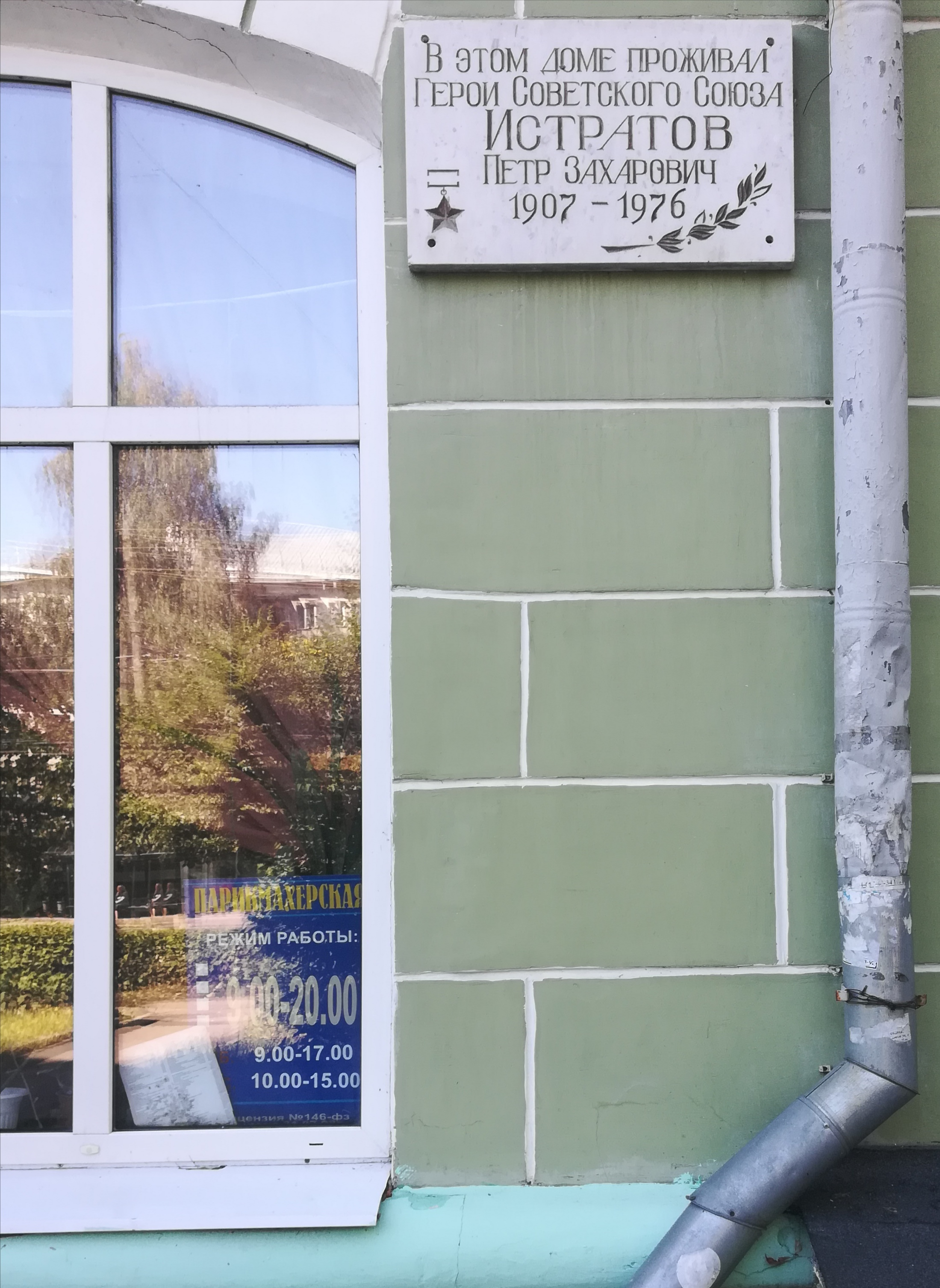
Мемориальная доска во Владимире. Ул. Ленина, 11

Жил в городе Владимир. Работал директором Владимирской фабрики индпошива и ремонта обуви. Был уполномоченным по делам Русской православной церкви по Владимирской области. Скончался 20 июня 1976 года. Похоронен на центральное аллее кладбища «Байгуши» города Владимира.
Награждён также орденом Отечественной войны 2-й степени (27.08.1943), 2 орденами Красной Звезды (11.12.1942; 30.04.1954), медалью «За боевые заслуги» (05.11.1946), другими медалями.
В городе Владимире на доме, в котором проживал Герой (пр. Ленина, 11), установлена мемориальная доска, стела с барельефом установлена в мае 2010 года на мемориале на площади Победы. Увековечен на Аллее Героев в Смоленске.